# うま味調味料

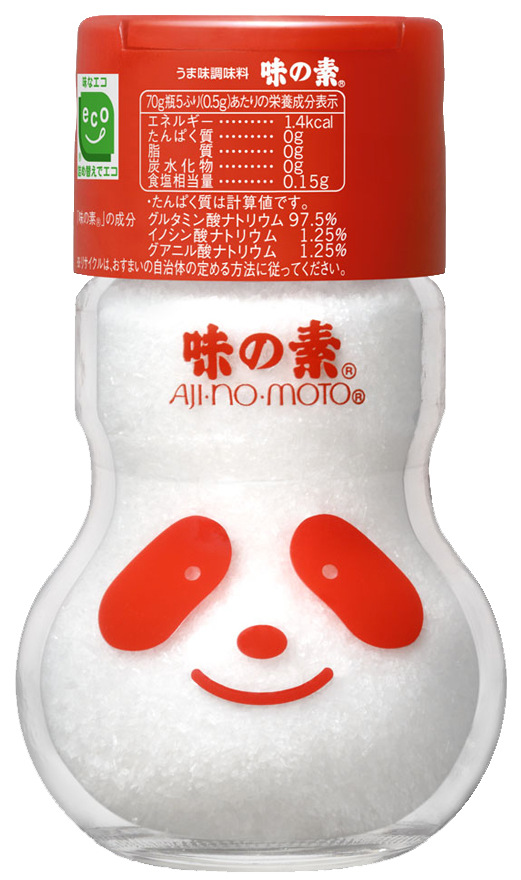
初めて登場した、うま味調味料「味の素」（アジパンダ瓶、2017年）

うま味調味料（）はうま味成分を主成分とする調味料の総称である。風味調味料とも。

## 概要
ナトリウムと結合した結晶のかたちで扱われ、塩や砂糖のように、水などに溶かして使うことが多い。主成分はグルタミン酸ナトリウム、イノシン酸ナトリウム、グアニル酸ナトリウム（⇒ #うま味調味料の種類・食品添加物）。
かつては「化学調味料」と称されていたが、1990年代から「うま味調味料」と言い換えられるようになった（⇒ #「化学調味料」と「うま味調味料」）。現在は、加工食品において原材料名として、「調味料（アミノ酸等）」と表記されている。初めて登場したうま味調味料は、グルタミン酸ナトリウムを主成分として1909年（明治42年）に発売された「味の素」である（⇒ #歴史）。現在では様々な商品が市販されている（⇒ #主な商品）。
後述するように、欧州や米国では科学的根拠が無いにもかかわらず、消費者の間でうま味調味料の健康に対する懸念が払拭できないと認識されたことから、あらゆる食品やレストランで「NO MSG」（グルタミン酸ナトリウム不使用）を標榜する対応が行われており、物議を醸している（⇒ #批判）。

## 歴史
1907年（明治40年）、日本の化学者池田菊苗が、「ヒトの味覚には『酸・甘・塩・苦』の4つに加えて「うま（旨）味」が存在する」と提唱。その後昆布に由来する「うま味」の主成分が、「グルタミン酸」であることを発見した。これをナトリウム塩として精製したものが、1909年（明治42年）に商品名「味の素」で発売された。これが世界で初めて売られたうま味調味料である。
1920年代にはアメリカ合衆国にも輸出される。第二次世界大戦後にアメリカ陸軍が、兵隊たちに配るレーション（缶詰）の味の不評に困り、改善策を模索した中で浮上して、実際に味が劇的によくなったことがわかった後、市販の加工食品や外食でも使われるようになり、アメリカ社会に一気に普及した。
1968年、アメリカ合衆国でうま味調味料を大量に食べたことが原因で、中華料理店で食事をした人々の一部が、頭痛・疲労感など広範な症状を発症したとして、これが中華料理店症候群（英語: Chinese Restaurant Syndrome, CRS）と名付けられた。中華料理店症候群の原因がグルタミン酸ナトリウムであると見られたため、これ以降、うま味調味料の安全性を巡った論争が始まった。
その後、中華料理店症候群と呼ばれる症状が、グルタミン酸ナトリウムの摂取によって引き起こされることは、数々の二重盲検法によって否定された。1987年にはFAO/WHO合同食品添加物専門家会議（JECFA）がグルタミン酸ナトリウムを『安全』と認定し、欧州医薬品庁やアメリカ食品医薬品局、食品安全委員会なども同様に『安全』との結論を出した。アンドリュー・ジマーン（Andrew Zimmern）など、アメリカの有名料理人がうま味調味料の使用を公表している。
日本では、先述の中華料理店症候群の騒動に加え、「化学調味料」の呼称が広く使用されていたことで（後述）、公害問題時代の「化学」嫌いの風潮がバッシングを煽り、マウスにグルタミン酸ナトリウムを大量に注射するような実験を元にした危険論が横行した。

## うま味成分
- グルタミン酸：昆布、チーズ、醤油、味噌、野菜類
- イノシン酸：肉、魚介類
- グアニル酸：きのこ類

## うま味調味料の種類・食品添加物
欧州連合では、以下のうま味調味料を食品添加物(E番号)として定義している。
| E番号 | 名前                            | 目的   | 状況   |
| ----- | ------------------------------- | ------ | ------ |
| E620  | グルタミン酸                    | 調味料 | EU認可 |
| E621  | グルタミン酸ナトリウム (MSG)    | 調味料 | EU認可 |
| E622  | グルタミン酸カリウム            | 調味料 | EU認可 |
| E623  | グルタミン酸カルシウム          | 調味料 | EU認可 |
| E624  | グルタミン酸アンモニウム        | 調味料 | EU認可 |
| E625  | グルタミン酸マグネシウム        | 調味料 | EU認可 |
| E626  | グアニル酸                      | 調味料 | EU認可 |
| E627  | グアニル酸ナトリウム            | 調味料 | EU認可 |
| E628  | グアニル酸カリウム              | 調味料 | EU認可 |
| E629  | グアニル酸カルシウム            | 調味料 | EU認可 |
| E630  | イノシン酸                      | 調味料 | EU認可 |
| E631  | イノシン酸ナトリウム            | 調味料 | EU認可 |
| E632  | イノシン酸カリウム              | 調味料 | EU認可 |
| E633  | イノシン酸カルシウム            | 調味料 | EU認可 |
| E634  | 5'-リボヌクレオチドカルシウム   | 調味料 | EU認可 |
| E635  | 5'-リボヌクレオチド二ナトリウム | 調味料 | EU認可 |

他にE640としてアミノ酸の「グリシンとそのナトリウム塩」を認可しているがグリシンはうま味というより甘味を持つ。

## 製法
製品や各国により製法の違いがあるが、廃糖蜜（原料植物から絞った液から砂糖を抽出した時の液体残留物）に微生物（菌）を加えてグルタミン酸を生成させ、それを水酸化ナトリウムと反応させてナトリウム塩とする方法が、製造費用が抑えられるため主流である。トウモロコシなどの澱粉を酵母に与えて、原料の糖を作る場合もある。
インドネシアでは2000年、タンパク質を分解する菌の栄養源を作る触媒として、豚由来の酵素を使用していたため、イスラム教の禁止食品（ハラームの項を参照）に認定され、発売禁止になった。その後製法を変えて問題を解決している。

## 批判
「グルタミン酸ナトリウムの摂取が、病的な肥満、高トリグリセリド血症、高インスリン血症、インスリン抵抗性、脂肪肝につながる」とする研究がある。その研究に反対する形で、「長期的なグルタミン酸ナトリウムの摂取は、病的な肥満を引き起こさない」と言う、味の素の研究所から論文が出された。1968年、グルタミン酸ナトリウムの摂取により、頭痛、顔面紅潮、発汗、疲労感、顔面や唇の圧迫感などの症状が出るとする「中華料理店症候群」が、権威のある医学論文雑誌の『The New England Journal of Medicine』に記事が掲載された。しかし、この症候群は二重盲検法によって試験された論文により否定されている。その他、2002年（平成14年）に、弘前大学の研究グループによって、グルタミン酸ナトリウム摂取と「緑内障」の因果関係の可能性について報告されている。

## 「化学調味料」と「うま味調味料」
「化学調味料」という単語そのものは、昭和戦前期より使用例が見られる。その後、昭和30年代にNHKが「味の素」の商標を放送内で扱うことを回避する目的で使用するようになった。業界団体である日本うま味調味料協会自身、1967年から1985年（昭和60年）まで「日本化学調味料工業協会」と名乗っていた。
しかし1980年代、グルメブームにおいて「化学調味料不使用」と謳う店が増えるなか、現在の日本うま味調味料協会は「化学」という言葉から連想される「化学合成食品である」とか「非自然由来食品である」といった負のイメージの転換を図るため、「うま味調味料」という語を造り、その使用を提唱した。協会はこの理由を、味覚のひとつとしてのうま味が世界的に認められたこと、現在は天然原料による発酵法で製造されているため「化学」という語が製品の特性を正確に表していないとし、「化学調味料」よりも「うま味調味料」とした方が「料理にうま味を付与する」という製品の特性を良く表す、などとしている。
その後、1990年（平成2年）に日本標準商品分類（総務庁）が、1993年（平成5年）に計量法（通商産業省）が、2002年（平成14年）に日本標準産業分類（総務省）が「うま味調味料」の表記を採用した。現在では各種法令でもこちらの表記が使われている。報道においては、共同通信社『記者ハンドブック』、NHK『新用字用語辞典』などが「うま味調味料」の表記を採用している。辞書においては『大辞泉』増補・新装版が「化学調味料」、『大辞林』第2版と『広辞苑』第5版が「旨（うま）味調味料」を見出し語としている。日本における加工食品の原材料名としては、調味料として「調味料（アミノ酸等）」などと表示される。それ以外の目的（栄養目的等）では「グルタミン酸ナトリウム」あるいは単に「グルタミン酸Na」と表記される場合が多い。

## 「化学調味料無使用」や「無化調」表記
「うま味調味料」を使用しなければ「化学調味料無使用」「無化調」を標榜できるため、タンパク加水分解物などの人工的な調味料が使用されている場合がある。これらには原料を塩酸で加水分解反応を起こしたものが多い。

## 主な商品
うま味成分は相乗効果をもつため、複数の成分を配合し単一の調味料として商品化するケースが多い。
以下は主な商品とその配合比率である。表において成分は次のように略称する：グルタミン酸ナトリウム MSG; 5'-リボヌクレオチド二ナトリウム I-G; イノシン酸ナトリウム NaIMP; グアニル酸ナトリウム NaGMP; アスパラギン酸ナトリウム NaAsp; コハク酸ナトリウム NaSuc;
| 商品名         | 配合比率 | 配合比率 | 配合比率 | 配合比率 | 配合比率 | 出典            | 製造元                   |
| 商品名         | MSG      | I-G      | I-G      | NaAsp    | NaSuc    | 出典            | 製造元                   |
| 商品名         | MSG      | NaIMP    | NaGMP    | NaAsp    | NaSuc    | 出典            | 製造元                   |
| -------------- | -------- | -------- | -------- | -------- | -------- | --------------- | ------------------------ |
| 味の素         | 97.5%    | 1.25%    | 1.25%    | -        | -        | [ 28 ]          | 味の素株式会社           |
| 味の素S        | 99%      | 1%       | 1%       | -        | -        | [ 29 ]          | 味の素株式会社           |
| ハイミー       | 92%      | 4%       | 4%       | -        | -        | [ 30 ]          | 味の素株式会社           |
| AJITIDE I+G    | -        | 50%      | 50%      | -        | -        | [ 31 ]          | 味の素株式会社           |
| AJITIDE IMP    | -        | 100%     | -        | -        | -        | [ 32 ]          | 味の素株式会社           |
| キーパー       | 98%      | 2%       | 2%       | -        | -        |                 | 三菱商事ライフサイエンス |
| いの一番       | 92%      | 8%       | 8%       | -        | -        | [ 33 ] [ 注 2 ] | 三菱商事ライフサイエンス |
| ミック         | 89.8%    | 8%       | 8%       | 2%       | 0.2％    | [ 注 3 ]        | 三菱商事ライフサイエンス |
| グルエース     | 100%     | -        | -        | -        | -        |                 | 三菱商事ライフサイエンス |
| ヤマサフレーブ | 91.5%    | 4.25%    | 4.25%    | -        | -        | [ 34 ]          | ヤマサ醤油株式会社       |
| 日東味の精     | 100%     | -        | -        | -        | -        | [ 35 ]          | ヤマサ醤油株式会社       |

その他にも様々な商品が存在する。
- ミタス - 富士食品工業[注 4]。クエン酸ナトリウムを含有。
- ミラクル味楽 - 新進
- 味元 - 大象
- 味王味精 - 味王
- 味丹 - 味丹
- 味風（ミプン） - CJ第一製糖

うま味成分以外を追加して出汁のように利用できる風味調味料として以下が挙げられる：
- ほんだし - 味の素
- シマヤだしの素 - シマヤ
- ダシダ - CJ第一製糖

### 終売した商品
- 旭味 - 日本たばこ産業[注 5]（2000年発売終了）